# 张继 (书法家)
张继（1963年—），字续之，号四融斋主，男，河南人，中国书法家，曾任中国书法家协会理事，中国文艺志愿者协会副主席。